# Conjunt clopen
En topologia, un conjunt obert i tancat o conjunt clopen (contracció de l'anglès closed-open, que vol dir tancat-obert) en un espai topològic és un conjunt que és alhora obert i tancat.

## Exemples
En qualsevol espai topològic X, el conjunt buit i tot l'espai X són dos clopen.
Ara consideri l'espai X que consisteix en la unió dels dos intervals [0, 1] i [2, 3]. La topologia en X s'hereta com la topologia del subespai de la topologia ordinària en la recta real R. En X, el conjunt [0, 1] és clopen, igual que el conjunt [2, 3]. Això és un exemple absolutament típic: sempre que un espai es compongui d'un nombre finit de components connexos disjunts d'aquesta manera, els components seran clopen.
Com a exemple menys trivial, considereu l'espai Q de tots els nombres racionals amb la seva topologia usual, i el conjunt A de tots els nombres racionals més grans que l'arrel quadrada de 2. Utilitzant el fet que √2 no pertany a Q, es pot demostrar fàcilment que A és un subconjunt clopen de Q. (Noti's també que A no és un subconjunt clopen de la recta real R, no és ni obert ni tancat en R.)

## Fets
- Un espai topològic X és connex si i només si els únics conjunts clopen són el conjunt buit i X.
- Qualsevol conjunt clopen és una unió de components connexos (possiblement infinitament molts).
- Si tots els components connexos de X són oberts (com per exemple el cas en què  X  té un nombre finit de components, o si X és localment connex), llavors un conjunt és clopen a X si i només si és una unió de components connexos.
- Un espai topològic X és discret si i només si cada un dels seus subconjunts és clopen.
- Utilitzant la unió i la intersecció com operacions, els subconjunts clopen d'un espai topològic donat  X  formen una àlgebra de Boole. Notablement, cada àlgebra de Boole es pot obtenir d'aquesta manera d'un espai topològic convenient: vegeu el teorema de representació de Stone per les àlgebres booleanes.